# بهرام خائف
بهرام خائف (متولد ۱۳۲۵خورشیدی در شیراز- وفات ۱۳۸۲ در تهران) نقاش و تصویرگر کتاب کودک و نوجوان و جوانان و نویسند برخی از آثار خود بود.
.وی همکاری با کانون پرورش فکری کودکان و نوجوانان را به عنوان انیماتور (پویانما) از سال ۱۳۵۳ و تصویرسازی‌ را از سال ۱۳۵۴ آغار کرد.      
خائف برنده  دیپلم افتخار جشنواره بولونیا برای تصویرگری "کتاب توکا" در سال ۱۳۵۷ خورشیدی (۱۹۷۸میلادی)، و برنده جایزه "افق های تازه" جشنواره بولونیا برای تصویرگری کتاب "حکایت نامه" در سال ۱۳۸۱ خورشیدی (۲۰۰۳میلادی) است.  

## زندگی و سبک کار
بهرام خائف متولد اول خرداد ۱۳۲۵ در شیراز بود. وی در۱۵ سالگی به هنرستان هنرهای زیبای پسران در تهران رفت و ديپلم خود را از این هنرستان اخذ کرد. وی ليسانس نقاشی خود را از دانشکده هنرهای زيبا در دانشگاه تهران در سال ۱۳۵۳ دريافت کرد؛  و درهمان سال  به عنوان طراح و انیماتور به استخدام مرکز سینمایی کانون پرورش فکری کودکان و نوجوانان درآمد و روی چهار فیلم انیمیشن (پویا نمایی) کار کرد. 
به گفته خود وی با وجود علاقه و حرفه اصلی در نقاشی کار با گروهی مثل فرشید مثقالی و عباس کیارستمی در کانون وی را وارد فضايی كرد كه به سمت تصويرسازی كتاب كشیده شد. 
از حدود۶۰ کتاب تصویری منتشر شده وی ،حدود ۴۰ کتاب متعلق به کار در کانون پرورش فکری کودکان و نوجوانان می باشد. 
به خاطر تصویرگری کتابهای متعدد دینی/ تاریخی/شعر از وی به عنوان یکی از شاخص ترین تصویرگران ایرانی در تصویرگری ادبیات غیر تخیلی نام برده می شود. ایجاد بافت های کهنه در ساختار بسیاری از نقاشی های بهرام خائف ویژگی باستان‌گرایی (آرکائیسم) به بسیاری از تصویرسازی های  وی داده است .
محمود رضا بهمن پور در یادواره منتشر شده انجمن تصویرگران کودک به نقل از ابوالفضل همتی آهویی بهرام خائف را رافائل تصویرگری ایران نام می برد. 
بسیاری از کارهای بهرام خائف به عنوان حرکتی نو در تصویرگری کتاب کودک و نوجوان به حساب می آید.

از این میان دوکتابی که توجه بیشتری از منتقدان به عنوان راهی نو در تصویرسازی را جلب کرده "شش غزل از حافظ" و "حکایت نامه" می باشد. تکنیک استفاده ار لایه های متعدد آبرنگ و ایجاد بافت های در چند لایه و رنگ در"شش غزل از حافظ" مورد توجه منتقدان و همکاران قرار گرفت. 
جعفر ابراهیمی که انتخاب اشعار شش غزل از حافظ را به عهده داشته از این کار به عنوان حرکتی تازه در آثار دهه شصت بهرام خائف یاد می‌کند. 
آنتونیو فائتی رئیس هیئت داوران جشنواره بین‌المللی بولونیا ایتالیا در سال ۱۳۸۲(مارس ۲۰۰۳) در هنگام اهدا جایزه بخش "افق‌های ویژه" انتشار حکایت نامه را گشودن یک راه تازه در مسیر نشر کتاب‌های کودک و نوجوان دانست. 
کتاب حکایت نامه جمع‌آوریی از داستانهای اخلاقی و پندآموز ادبیات کهن ایران توسط حسین معلم می باشد که تصویرگری بهرام خائف و صفحه آرایی و گرافیک کوروش پارسانژاد را به همراه دارد. بهرام خائف خود معتقد است تلفيق شيوه مدرن (طراحی مدرن) و شیوه كهن (متن کهن) در این اثر در موفقیت این کتاب بسيار مؤثر بوده است.   
بهرام خائف می گویید که هيچ كدام از آثار وی شبيه به هم نيستند چون كه وی بيشتر تجربه های نقاشی خود را وارد کارهای تصویرگری خود کرده اما کار هنرمندانی مثل فرشید مثقالی كه هر کجای دنيا مشاهده کنید قابل تشخیص هستند و بايد اين تشخص وجود داشته باشد.  
وی در مصاحبه ای با روزنامه همشهری در فروردین١٣٨٢ بیان می کند که نیازی برای طراحی کتاب برای کودکان نیست چون كه ذهن كودك را منحرف می كند و بايد امكانات در اختیار كودك گذاشت تا ذهنيت او شكوفا شود وخود نقاشی كند ولی معتقد بود که با رده سني جوان و نوجوان مي شود به نوعی ارتباط برقرار كرد و به آنها زبان تصوير و فرهنگ را آموخت و حيطه تفكرو تخيل آنها را گسترش داد. وی دراین مصاحبه مشکلات جانبی این رشته را سدی برای هنرمندان برای خلق آثار هنری می داند. 
بهرام خائف دوم مردادماه ١٣٨٢ در تهران درگذشت. وی نوه میرزا اسماعیل خائف شيرازی، شاعر و عالم شیرازی، که فلسفه ملاصدرا را تدریس می‌کرده بوده است.وی برادر پرويز خائف شاعر،نویسنده و سرپرست سابق مرکز حافظ‌شناسی در آرامگاه حافظ می باشد. سياوش و رودابه خائف ثمره زندگی مشترک بهرام و آذر می باشند. رودابه تصويرگر کتابهای کودکان و نوجوانان می باشد و سیاوش در زمینه عکاسی فعال می باشد. 

## برخی از آثار
ﻛﺘﺎب ﺗﻮﻛﺎ (سال١٣۵۶خورشیدی) ﺗﻐﺬﻳﻪ از اﻟﻒ ﺗﺎ ی (١٣۵۶)، ببر جوان و انسان پیر(١٣۵۸) ، وﻓﺎی ﺑﻪ عهد (١٣۵٩)، ﺷﻜﻮه شهادت (١٣۵٩)،آی ابراهیم (١٣۶٠)، ﺑﺎزﮔﺸﺖ (١٣۶٠)، ﺗﺸﻨﻪ دﻳﺪار(١٣۶١)، ﺧﻔﺘﮕﺎن ﺑﯿﺪار (١٣۶٣)، واﻟﻌﺎدﻳﺎت (١٣۶٣) ، اصحاب ﻓﯿﻞ (١٣۶٣)، اﻧﺪوه ﺑﺮادر (١٣۶٣)، ﺴﻠﻤﺎن (١٣۶٣)، ﺑﺮاي ﭘﺪرﺑﺰرگ (١٣۶٣)،  ﻓﯿﻞ در ﺧﺎﻧه تارﻳک (١٣۶۶) شش غزل از حافظ (١٣۶٧)، خورشیدی اینجا، خورشیدی آنجا (١٣۶۸)، ﺻﺪای آشنا (١٣٧١)، داﻧﻪ نی (١٣۷٣) ، آی ابراهیم (۱۳۷۳) اﻳﻤﺎن(١٣٧٧)، اﻳﺴﺘﺎده ﺑﺮﺧﺎك (١٣٧۸)، دﻧﯿﺎی رﻧﮕﯿﻦ ﻛﻤﺎن (١٣٧٩)، ھﺪﻳﻪ ﻳﺎزده رﻧﮓ (١٣٧٩)، ﮔﻔﺖ وﮔﻮی رﻧﮓ ھﺎ (١٣٧٩)، ﮔﻞ ﻟﺒﺨﻨﺪ و ﺳﻼم (١٣٧٩)، اﻳﻦ ھﻢ ﭘﻮل ﻣﺎھی (١٣۸۱)،  ﺣﻜﺎﻳﺖ ﻧﺎﻣﻪ (١٣٨٢)، ﭘﺮﻧﺪه و ﻓﺎل (١٣٨٢) ، ما چند نفريم (١٣٨٢) 

## برخی از جوایز
برخی از آثار بهرام خائف در فهرست کتاب‌های منتخب شورای کتاب کودک قرار دارد: 
آی ابراهیم  (١٣۶٠) - شش غزل از حافظ (١٣۶٧) - خورشیدی اینجا، خورشیدی آنجا (١٣۶۹) - داﻧﻪ نی (١٣۷٣) - دﻧﯿﺎی رﻧﮕﯿﻦ ﻛﻤﺎن (١٣٧٩) - ﺣﻜﺎﻳﺖ ﻧﺎﻣﻪ (١٣٨٢)
او همچنین جوائزی به شرح زیر را برای تصویرگری کتاب دریافت کرده است:
- دیپلم افتخار جشنواره بولونیا ایتالیا، برای تصویرگری "کتاب توکا" (۱۹۷۸ میلادی)[۲۱]

- دیپلم افتخار "ای بی بی وای" برای مجموعه تصویرهای کتاب "شش غزل از حافظ" (۱۹۹۰)[۲۲]

- دیپلم افتخار "ای بی بی وای" برای تصویرگری کتاب "دنیای رنگین کمان" (۲۰۰۲)[۲۳]

- جایزه "مداد پرنده" از دهمین جشنواره کتاب کودک و نوجوان (۱۳۸۱خورشیدی)[۲۴][۲۵]

- جایزه "افق‌های تازه" جشنواره بولونیا ایتالیا برای تصویرگری کتاب "حکایت نامه" (۲۰۰۳)[۲۶]